# Satellite Catalog Number
Le Satellite Catalog Number ou identifiant NORAD est un identifiant à 5 chiffres assigné par les autorités militaires américaines à tout objet placé en orbite autour de la Terre. 
Cet identifiant autrefois attribué par le Commandement de la défense aérospatiale de l'Amérique du Nord (NORAD) est désormais mis à jour par l'United States Strategic Command. L'objectif du catalogue ainsi créé est  de permettre un suivi radar des différents éléments en orbite d'une taille supérieure à 10 cm pour éviter les collisions d'un débris spatial avec des engins spatiaux actifs. Lorsqu'un  engin explose dans l'espace ou se fragmente, chacun des débris générés d'une taille supérieure à 10 cm reçoit également un identifiant. Ainsi à la suite de la collision entre les satellites Iridium-33 et Kosmos-2251 en 2009, 330 débris du satellite Iridium ont été catalogués (dans la séquence 33772 à 4998) et environ 1 050 autres pour le satellite Kosmos-2251 (dans la séquence 33757 à 40811).
En 2018, il est annoncé que le travail d'alerte des opérateurs commerciaux et des pays étrangers des collisions potentielles ou des activités hostiles passera du Air Force Space Command au département du commerce des États-Unis.

## Identifiant COSPAR et identifiant NORAD
L'identifiant NORAD est un numéro attribué séquentiellement. Les engins placés en orbite reçoivent également un identifiant COSPAR formé de 3 sous-ensembles attribué dans le cadre de la réglementation internationale. Le tableau ci-dessous illustre les deux méthodes d'identification.
| Satellite                              | Composant                 | Satellite Catalog Number Identifiant NORAD | Identifiant COSPAR | Année de lancement | Numéro attribué au lancement dans l'ordre calendaire | Lettre identifiant composant satellisé satellite, étage de fusée, composant de la fusée |
| -------------------------------------- | ------------------------- | ------------------------------------------ | ------------------ | ------------------ | ---------------------------------------------------- | --------------------------------------------------------------------------------------- |
| lancement 1er satellite artificiel     | 2e étage lanceur Semiorka | 00001                                      | 1957-001A          | 1957               | 001                                                  | A                                                                                       |
| lancement 1er satellite artificiel     | Spoutnik 1                | 00002                                      | 1957-001B          | 1957               | 001                                                  | B                                                                                       |
| Lancement Ariane 5 du 20 décembre 2008 | Satellite Hot Bird 9 (en) | 33459                                      | 2008-065A          | 2008               | 065                                                  | A                                                                                       |
| Lancement Ariane 5 du 20 décembre 2008 | Satellite W2M             | 33460                                      | 2008-065B          | 2008               | 065                                                  | B                                                                                       |
| Lancement Ariane 5 du 20 décembre 2008 | Adaptateur Sylda          | 33461                                      | 2008-065C          | 2008               | 065                                                  | C                                                                                       |
| Lancement Ariane 5 du 20 décembre 2008 | 2e étage Ariane 5         | 33462                                      | 2008-065D          | 2008               | 065                                                  | D                                                                                       |